# Société du Tour de France
De Société du Tour de France is een Franse organisatie van wielerwedstrijden.
Aanvankelijk organiseerde de organisatie alleen de Ronde van Frankrijk, waar ook haar naam vandaan komt, tegenwoordig organiseert ze ook diverse andere wielerkoersen zoals Parijs-Nice, Luik-Bastenaken-Luik, Parijs-Roubaix, de Waalse Pijl, de Ronde van de Toekomst, het Internationaal Wegcriterium, de Dauphiné Libéré, La Grande Boucle Féminine en Parijs-Tours. De organisatie is zeer invloedrijk binnen de wielersport. Hoofd van de organisatie is de Fransman Christian Prudhomme.
De Société du Tour de France is een onderdeel van Amaury Sport Organisation (ASO).

## Directie
- Henri Desgrange (1903-1939)
- Jacques Goddet (1939-1973)
- Félix Lévitan (1973-1987)
- Jean-Marie Leblanc (1988-2006)
- Christian Prudhomme (sinds 2006)